# Tjermen Valijev
Tjermen Achsarbekovitj Valijev (ryska: Чермен Ахсарбекович Валиев), född 10 december 1998, är en rysk-albansk brottare som tävlar i fristil.

## Karriär
Vid EM 2025 i Bratislava tog Valijev guld i 74 kg-klassen efter att ha besegrat Zaurbek Sidakov i finalen.